# 安定衛
安定衛（あんていえい）は、河西回廊に明朝が設置した羈縻衛所の一つで、現在の中華人民共和国甘粛省・青海省・新疆ウイグル自治区の境界線上に位置していた。名目上こそ明朝の統治下にある衛所の一つであるが、実態は元代から続くチャガタイ系安定王家を戴くモンゴル系国家であった。

## 安定衛前史
クビライとアリクブケ兄弟による帝位継承戦争後、中央アジアのチャガタイ家ではカアン（大ハーン）の統制を離れて内部抗争が激化しており、多くのチャガタイ家王族が中央アジアを離れてクビライの統治する大元ウルスへ移住してきていた。チャガタイの庶長子のモチ・イェベの孫であるバイダカンは1270年に大元ウルスに移住し、王爵を授与された。同年、移住してきたバイダカン率いる遊牧集団は疲弊していたため、遊牧生活を維持できる者たちはジュンガリア西部のコンクル・オルン（黄忽児玉良/Qongqur-ölüng）に、そうでない者たちは河西の諸城（粛州・沙州・甘州）に収容した。
バイダカンら大元ウルスに移住したチャガタイ系諸王は皆河西地方に居住し、クムルを拠点とするチュベイを中心とした緩やかなまとまり（チュベイ・ウルス）を形成していた。このため、バイダカンはチュベイとともに屡々カイドゥの軍勢と戦っている。クムルの豳王家を頂点として周囲のチャガタイ系王家が連合体を形成する、といった状況は明代に入っても変わらず、哈密衛（チュベイ家）と安定衛（バイダカン家）・沙州衛（スレイマン家）との関係にも引き継がれた。
バイダカンの息子と見られるトガンはバイダカンの後を継ぎ、皇慶2年（1313年）に朝廷から安定王に封ぜられた。泰定年間にはトガンの息子のドルジバルが安定王位を継承し、詳細は不明であるが明朝の成立まで安定王家は存続したものと見られる。

## 安定衛史

### 安定衛の成立
明朝が成立したばかりの頃、安定王家を継承していたのはブヤン・テムルであった。洪武7年（1374年）、安定王ブヤン・テムルは明朝に使者を派遣して明朝の冊封を受け、阿端方面の酋長もまた銅印を支給された。洪武8年（1375年）、ブヤン・テムルは再び使者を明朝に派遣して明朝の官職を授けるよう請願し、これを受けて洪武帝は安定衛・阿端衛を設置した。しかし洪武10年（1377年）には安定衛のブヤン・テムルとその息子が曲先衛の者達に殺されるという事件が起き、その後も番将のドルジバルがこの一帯を転戦したためサリク・ウイグル地方は荒廃するに至った。安定衛の混乱は洪武29年にようやく沈静化し、この時明朝は改めて安定衛指揮使司を設置した。

## バイダカン安定王家
1. バイダカン（Baidaqan,拝答寒/Bāīdaghān بایدغان）
2. 安定王トガン（Toγan,安定王脱歓/Ṭūghān طوغان）
3. 安定王ドルジバル（Dorǰibar,安定王朶児只班）
4. 安定王ブヤン・テムル（Buyan Temür,安定王卜煙帖木児）

### 安定衛統治者
1. 安定王ブヤン・テムル（Buyan Temür,安定王卜煙帖木児）
2. 安定王亦攀丹（亦班丹）…ブヤン・テムルの孫
3. 安定王桑児加失夾
4. 安定王領占斡些児（領占俄些児/領真斡即児）
5. 安定王千奔